# Joker Split
Trgovački centar Joker je trgovački centar u gradu Splitu na adresi Put Brodarice 6. Dao ga je sagraditi bivši gradonačelnik Željko Kerum na 53.000 m2 gdje su se nekad nalazili pogoni Jugoplastike u Lovretu, a ime je dobio prema Kerumovom sinu. Investicija je bila teška 70 milijuna eura.  Od tog iznosa, 60 posto uložio je Kerum, a 40 posto poslovni partner Immorent leasing iz grupe Erste banke. Otvoren je 29. rujna 2007.

## Javni promet
Smještena je u gradskom kotaru Brodarica omeđena dvjema najfrekvetnijim ulicama; Domovinskog rata, koje prolaze autobusne linije br. 1, 3, 9, 10, 16, 22 i 37 te Putem Supavla, kojim prolazi autobusna linija br. 7. Trgovački centar Joker ima vlastitu garažu i parkiralište.

## Trgovine
Ima razne trgovine:  
- počevši od fast foodova McDonalds, McCafé, Sandwich bar Rizzo Biberonova tri fast fooda Mex & Grill, Wok & Pasta i Fine Food, Yun Yun Chinese Food, kafića "Caffe bar Teatrin", "Caffe bar Star", "Cafe bar Square", "ArcA caffe", "lobby bar" do restorana Sky
- modnih trgovina kao što su New Yorker, Takko, Triumph, Calvin Kevin Jeans, Aledona Fashion, Replay, Fashion & Friends, Kruna mode, Undercolors of Benetton s.Oliver, Europa 92 itd.
- dućan Tommy i kiosci Tiska

## Vanjske poveznice
- Joker Split na Facebooku
- Službena stranica|  | Ovaj je članak mrva: osnova ili početak budućega enciklopedijskog članka. Pomozite Wikipediji i dopunite ga. |